# Liste von Filmen mit Meerjungfrauen
Die Liste von Filmen mit Meerjungfrauen listet chronologisch Filme auf, in denen eine Meerjungfrau eine tragende Rolle spielt oder ein wichtiges Motiv darstellt.

## Liste
| Jahr | Deutscher Titel                                                             | Originaltitel                                          | Land                                                   | Regisseur                                          | Anmerkungen                                                                          |  |
| ---- | --------------------------------------------------------------------------- | ------------------------------------------------------ | ------------------------------------------------------ | -------------------------------------------------- | ------------------------------------------------------------------------------------ |  |
| 1907 | 20000 Meilen unter dem Meer                                                 | 20000 lieues sous les mers                             | Frankreich                                             | Georges Méliès                                     | Stummer Kurzfilm, Meerjungfrau in Nebenrolle                                         |  |
| 1914 | Neptune’s Daughter                                                          | Neptune’s Daughter                                     | Vereinigte Staaten                                     | Herbert Brenon                                     | Stummfilm                                                                            |  |
| 1916 | A Daughter of the Gods                                                      | A Daughter of the Gods                                 | Vereinigte Staaten                                     | Herbert Brenon                                     | Stummfilm                                                                            |  |
| 1918 | Queen of the Sea                                                            | Queen of the Sea                                       | Vereinigte Staaten                                     | John G. Adolfi                                     | Stummfilm                                                                            |  |
| 1924 |                                                                             | Venus of the South Seas                                | Neuseeland, Vereinigte Staaten                         | James R. Sullivan                                  | Stummfilm                                                                            |  |
| 1935 | Mr. and Mrs. Is the Name                                                    | Mr. and Mrs. Is the Name                               | Vereinigte Staaten                                     | Isadore Freleng                                    | Zeichentrickkurzfilm aus der Reihe Merrie Melodies                                   |  |
| 1941 | Ikan Doejoeng                                                               | Ikan Doejoeng                                          | Niederländisch-Indien                                  | Lie Tek Swie                                       | Verschollener Film                                                                   |  |
| 1948 | Miranda                                                                     | Miranda                                                | Vereinigtes Königreich                                 | Ken Annakin                                        |                                                                                      |  |
| 1948 | Mr. Peabody und die Meerjungfrau                                            | Mr. Peabody and the Mermaid                            | Vereinigte Staaten                                     | Irving Pichel                                      |                                                                                      |  |
| 1949 | Tom und die Meermaus                                                        | The Cat and the Mermouse                               | Vereinigte Staaten                                     | Joseph Barbera, William Hanna                      | Zeichentrick-Kurzfilm                                                                |  |
| 1952 | Hans Christian Andersen und die Tänzerin                                    | Hans Christian Andersen                                | Vereinigte Staaten                                     | Charles Vidor                                      | Pseudobiografischer Liebesfilm, der die Entstehung der Kleinen Meerjungfrau erzählt  |  |
| 1953 | Peter Pan                                                                   | Peter Pan                                              | Vereinigte Staaten                                     | Clyde Geronimi, Wilfred Jackson, Hamilton Luske    | basierend auf Peter Pan, Meerjungfrauen in Nebenrolle                                |  |
| 1954 | Mad About Men                                                               | Mad About Men                                          | Vereinigtes Königreich                                 | Ralph Thomas                                       |                                                                                      |  |
| 1961 | Night Tide                                                                  | Night Tide                                             | Vereinigte Staaten                                     | Curtis Harrington                                  |                                                                                      |  |
| 1962 | Mermaids of Tiburon                                                         | Mermaids of Tiburon                                    | Vereinigte Staaten                                     | John Lamb                                          |                                                                                      |  |
| 1965 | The Mermaid                                                                 | Yue Mei Yan                                            | Hongkong                                               | Kao Li                                             | Huangmei-Oper                                                                        |  |
| 1965 | Surf Beach Party                                                            | Beach Blanket Bingo                                    | Vereinigte Staaten                                     | William Asher                                      | Meerjungfrau in Nebenrolle                                                           |  |
| 1966 |                                                                             | Fantasía... 3                                          | Spanien                                                | Eloy de la Iglesia                                 | Episodenfilm                                                                         |  |
| 1966 | Der Tagträumer                                                              | The Daydreamer                                         | Vereinigte Staaten                                     | Jules Bass                                         | Puppenfilm mit Motiven von Hans Christian Andersen                                   |  |
| 1968 | Head                                                                        | Head                                                   | Vereinigte Staaten                                     | Bob Rafelson                                       | Meerjungfrauen in Nebenrolle                                                         |  |
| 1968 |                                                                             | Rusalochka                                             | Sowjetunion                                            | Ivan Aksenchuk                                     | Kurz-Zeichentrickfilm                                                                |  |
| 1974 | Undine 74                                                                   |                                                        | Bundesrepublik Deutschland                             | Rolf Thiele                                        |                                                                                      |  |
| 1975 | Die kleine Meerjungfrau                                                     | Anderusen dôwa ningyo-hime                             | Japan                                                  | Tomoharu Katsumata                                 | Anime                                                                                |  |
| 1975 | Wie soll man Dr. Mráček ertränken? oder Das Ende der Wassermänner in Böhmen | Jak utopit doktora Mráčka aneb Konec vodníků v Čechách | ČSSR                                                   | Václav Vorlíček                                    |                                                                                      |  |
| 1976 | Die kleine Meerjungfrau                                                     | Malá mořská víla                                       | ČSSR                                                   | Karel Kachyňa                                      |                                                                                      |  |
| 1976 | Die traurige Nixe                                                           | Russalotschka                                          | Sowjetunion, Bulgarien                                 | Wladimir Sergejewitsch Bytschkow                   |                                                                                      |  |
| 1983 | Local Hero                                                                  | Local Hero                                             | Schottland                                             | Bill Forsyth                                       |                                                                                      |  |
| 1984 | Splash – Eine Jungfrau am Haken                                             | Splash                                                 | Vereinigte Staaten                                     | Ron Howard                                         |                                                                                      |  |
| 1984 |                                                                             | Talk Dirty to Me Part III                              | Vereinigte Staaten                                     | Ned Morehead                                       | Pornoparodie auf Splash – Eine Jungfrau am Haken                                     |  |
| 1988 | Mermaid in a Manhole                                                        | The Guinea Pig: Manhole no Naka no Ningyo              | Japan                                                  | Hideshi Hino                                       | Vierter Teil der umstrittenen Guninea-Pig-Filmreihe                                  |  |
| 1988 | Splash 2                                                                    | Splash, Too                                            | Vereinigte Staaten                                     | Greg Antonacci                                     | Fortsetzung zu Splash – Eine Jungfrau am Haken                                       |  |
| 1989 | Arielle, die Meerjungfrau                                                   | The Little Mermaid                                     | Vereinigte Staaten                                     | John Musker, Ron Clements                          | Zeichentrickfilm nach Motiven von Hans Christian Andersen                            |  |
| 1991 | Hook                                                                        | Hook                                                   | Vereinigte Staaten                                     | Steven Spielberg                                   | basierend auf Peter Pan, Meerjungfrauen in Nebenrolle                                |  |
| 1991 | Laal Paree                                                                  | Laal Paree                                             | Indien                                                 | Hannif Chippa                                      | Bollywood-Film                                                                       |  |
| 1992 | Undine                                                                      |                                                        | Deutschland                                            | Eckhart Schmidt                                    |                                                                                      |  |
| 1994 | Das Geheimnis des Seehund-Babys                                             | The Secret of Roan Inish                               | John Sayles                                            | Vereinigtes Königreich, Irland, Vereinigte Staaten | Handelt von Selkies                                                                  |  |
| 1994 | Mermaid Got Married                                                         | Ren yu chuan shuo                                      | Hongkong                                               | Norman Law                                         |                                                                                      |  |
| 1995 | Magic Island                                                                | Magic Island                                           | Vereinigte Staaten                                     | Sam Irvin                                          | Meerjungfrau in Nebenrolle                                                           |  |
| 1995 | Pepolino und der Schatz der Meerjungfrau                                    | Pepolino                                               | Deutschland, Kanada, Ungarn                            | János Uzsák                                        | Literaturvorlage: Unglaubliche Abenteuer von Irene Rodrian                           |  |
| 1996 |                                                                             | Sahasa Veerudu Sagara Kanya                            | Indien                                                 | K. Raghavendra Rao                                 | Tollywood-Film                                                                       |  |
| 1996 |                                                                             | De Zeemeerman                                          | Niederlande                                            | Frank Herrebout                                    |                                                                                      |  |
| 1997 | Die Nixe                                                                    | Rusalka                                                | Russland                                               | Alexander Petrow                                   | Öl-auf-Glas-Animations-Kurzfilm                                                      |  |
| 1999 | Das dreizehnte Jahr                                                         | The Thirteenth Year                                    | Vereinigte Staaten                                     | Duwayne Dunham                                     | Fernsehfilm                                                                          |  |
| 1999 | Sabrina verhext Australien                                                  | Sabrina, Down Under                                    | Vereinigte Staaten                                     | Kenneth R. Koch                                    | Fernsehfilm basierend auf der Sitcom Sabrina – Total Verhext!                        |  |
| 2000 | Arielle, die Meerjungfrau 2 – Sehnsucht nach dem Meer                       | The Little Mermaid II: Return to the Sea               | USA, Kanada, Australien                                | Jim Kammerud, Brian Smith                          | Fortsetzung zu Arielle, die Meerjungfrau                                             |  |
| 2001 | Der Todesengel aus der Tiefe                                                | Mermaid Chronicles Part 1: She Creature                | Vereinigte Staaten                                     | Sebastian Gutierrez                                | Fernsehfilm                                                                          |  |
| 2003 | Mermaids – Zauberhafte Nixen                                                | Mermaids                                               | Vereinigte Staaten                                     | Ian Barry                                          |                                                                                      |  |
| 2003 | Peter Pan                                                                   | Peter Pan                                              | Vereinigte Staaten                                     | P. J. Hogan                                        | basierend auf Peter Pan, Meerjungfrauen in Nebenrolle                                |  |
| 2004 | House of Dead – Zombie Mermaid                                              | Ā! Ikkenya puroresu                                    | Japan                                                  | Naoki Kudo, Terry Ito                              |                                                                                      |  |
| 2004 | Der SpongeBob Schwammkopf Film                                              | The SpongeBob SquarePants Movie                        | Vereinigte Staaten                                     | Stephen Hillenburg, Derek Drymon                   | Zeichentrickfilm, Meerjungfrau in Nebenrolle                                         |  |
| 2005 | Harry Potter und der Feuerkelch                                             | Harry Potter and the Goblet of Fire                    | Vereinigte Staaten, Vereinigtes Königreich             | Mike Newell                                        | Meerjungfrau in Nebenrolle                                                           |  |
| 2006 | Aquamarin – Die vernixte erste Liebe                                        | Aquamarine                                             | Vereinigte Staaten, Australien                         | Elizabeth Allen                                    | basiert auf dem gleichnamigen Kinderbuch von Alice Hoffman                           |  |
| 2006 | Barbie – Mermaidia                                                          | Barbie – Mermaidia                                     | Vereinigte Staaten                                     | Walter P. Martishius                               | computeranimierter Spielfilm aus dem Barbie-Franchise                                |  |
| 2007 | Alisa, das Meermädchen                                                      | Rusalka                                                | Russland                                               | Anna Melikyan                                      | nach Motiven von Hans Christian Andersen                                             |  |
| 2007 | Fishtales                                                                   | Fishtales                                              | Vereinigtes Königreich                                 | Alki David                                         |                                                                                      |  |
| 2007 | I was a Swiss Banker                                                        |                                                        | Schweiz                                                | Thomas Imbach                                      | Basierend auf Hans Christian Andersen                                                |  |
| 2008 | Arielle, die Meerjungfrau – Wie alles begann                                | The Little Mermaid – Ariel’s Beginning                 | Vereinigte Staaten                                     | Peggy Holmes                                       | Prequel zu Arielle, die Meerjungfrau                                                 |  |
| 2008 | Bedtime Stories                                                             | Bedtime Stories                                        | Vereinigte Staaten                                     | Adam Shankman                                      | Meerjungfrau in Nebenrolle                                                           |  |
| 2008 | Ponyo – Das große Abenteuer am Meer                                         | Gake no Ue no Ponyo                                    | Japan                                                  | Hayao Miyazaki                                     | Anime                                                                                |  |
| 2008 | Prinzessin Ithaka                                                           | Princess                                               | Kanada                                                 | Mark Rosman                                        | Fernsehfilm                                                                          |  |
| 2008 | Roxy Hunter and the Myth of the Mermaid                                     | Roxy Hunter and the Myth of the Mermaid                | Vereinigte Staaten                                     | Eleanor Lindo                                      | Fernsehfilm                                                                          |  |
| 2009 | Ondine – Das Mädchen aus dem Meer                                           | Ondine                                                 | Irland, Vereinigte Staaten                             | Neil Jordan                                        | handelt von Selkies                                                                  |  |
| 2010 | Barbie und das Geheimnis von Oceana                                         | Barbie in a Mermaid Tale                               | Vereinigte Staaten                                     | Adam L. Wood                                       | computeranimierter Film aus dem Barbie-Franchise                                     |  |
| 2011 | Mermaids: The Body Found                                                    | Mermaids: The Body Found                               | Vereinigte Staaten                                     | Sid Bennett                                        | Mockumentary                                                                         |  |
| 2011 | Pirates of the Caribbean – Fremde Gezeiten                                  | Pirates of the Caribbean: On Stranger Tides            | Vereinigte Staaten                                     | Rob Marshall                                       | Meerjungfrau in Nebenrolle                                                           |  |
| 2012 | Barbie und das Geheimnis von Oceana 2                                       | Barbie in a Mermaid Tale 2                             | Vereinigte Staaten                                     | William Lau                                        | zweiter Teil aus dem Barbie-Franchise                                                |  |
| 2013 | Die kleine Meerjungfrau                                                     |                                                        | Deutschland                                            | Irina Popow                                        | Basierend auf dem Märchen von Hans Christian Andersen                                |  |
| 2015 | Little from the Fish Shop                                                   | Malá z rybárny                                         | Tschechische Republik                                  | Jan Balej                                          | Puppen-Animationskurzfilm                                                            |  |
| 2015 | Die Melodie des Meeres                                                      | Song of the Sea                                        | Belgien, Dänemark, Frankreich, Irland, Luxemburg       | Tomm Moore                                         | Animationsfilm                                                                       |  |
| 2015 | Mermaids – Meerjungfrauen in Gefahr                                         | The3Tails Movie: A Mermaid Adventure                   | Vereinigte Staaten                                     | Andrés Garretón, Meredith Scott Lynn               | basierend auf einer YouTube-Serie                                                    |  |
| 2015 | Mermaids’s Song                                                             | Charlotte’s Song                                       | USA                                                    | Nicholas Humphries                                 | Fantasy-Drama mit Horror-Elementen                                                   |  |
| 2015 | Pan                                                                         | Pan                                                    | Vereinigte Staaten, Vereinigtes Königreich, Australien | Joe Wright                                         | basierend auf Peter Pan, Meerjungfrauen in Nebenrolle                                |  |
| 2015 | Sirenengesang                                                               | Córki dancingu                                         | Polen                                                  | Agnieszka Smoczyńska                               | Horrormusicalfilm                                                                    |  |
| 2016 | The Mermaid                                                                 | Mei Ren Yu                                             | China                                                  | Stephen Chow                                       | nach Motiven von Hans Christian Andersen                                             |  |
| 2017 | A Mermaid's Tale – Für immer Meerjungfrau                                   | A Mermaid's Tale                                       | Vereinigte Staaten, Kanada                             | Dustin Rikert                                      |                                                                                      |  |
| 2017 | Lu Over the Wall                                                            | Yoake tsugeru Rû no uta                                | Japan                                                  | Masaaki Yuasa                                      | Anime über Ningyos                                                                   |  |
| 2018 | Aquaman                                                                     | Aquaman                                                | Vereinigte Staaten                                     | James Wan                                          | Meerjungfrauen in Unterwasserszenen                                                  |  |
| 2018 | Blue My Mind                                                                | Blue My Mind                                           | Schweiz                                                | Lisa Brühlmann                                     | Coming-of-Age-Film                                                                   |  |
| 2018 | The Little Mermaid                                                          | The Little Mermaid                                     | Vereinigte Staaten                                     | Blake Harris, Chris Bouchard                       | Netflix-Film nach Motiven von Hans Christian Andersen                                |  |
| 2018 |                                                                             | My Fairy Tail Love Story                               | Philippinen                                            | Perci Intalan                                      | nach Motiven von Hans Christian Andersen                                             |  |
| 2020 | Undine                                                                      |                                                        | Deutschland, Frankreich                                | Christian Petzold                                  | basierend auf dem Undine-Mythos                                                      |  |
| 2022 | The King’s Daughter                                                         | The King’s Daughter                                    | Vereinigte Staaten                                     | Sean McNamara                                      | Literaturverfilmung, basierend auf Das Lied von Mond und Sonne von Vonda N. McIntyre |  |
| 2025 | Sirens Call                                                                 |                                                        | Deutschland, Niederlande                               | Miri Ian Gossing, Lina Sieckmann                   | Dokumentarfilm über Merfolks                                                         |  |

## Fernsehserien
| Jahre     | Deutscher Titel                                 | Originaltitel                            | Land               | Anmerkungen |
| --------- | ----------------------------------------------- | ---------------------------------------- | ------------------ | --- |
| 1991      |                                                 | Adventures of the Little Mermaid         | Japan, Frankreich  | Animeserie basierend auf Hans Christian Andersen                                                                                           |
| 1992–1994 | Arielle, die Meerjungfrau                       | The Little Mermaid                       | Vereinigte Staaten | Zeichentrickserie basierend auf dem Zeichentrickfilm Arielle, die Meerjungfrau                                                             |
| 2002      | Charmed – Zauberhafte Hexen                     | Charmed                                  | Vereinigte Staaten | In der fünften Staffel, Episode 1–2, wird die Hauptfigur Phoebe Halliwell (dargestellt von Alyssa Milano) in eine Meerjungfrau verwandelt. |
| 2002–2005 | Mermaid Melody – Pichi Pichi Pitch!             | Pichi Pichi Pitchi                       | Japan              | Animeserie |
| 2004      |                                                 | Marina                                   | Philippinen        | |
| 2004      |                                                 | Marinara                                 | Philippinen        | |
| 2006–2010 | H2O – Plötzlich Meerjungfrau                    | H2O: Just Add Water                      | Australien         | Jugendserie |
| 2008      |                                                 | Dyesebel                                 | Philippinen        | |
| 2008–2009 |                                                 | Dyosa                                    | Philippinen        | Zeichentrickserie |
| 2010–2015 | Zig & Sharko – Meerjungfrauen frisst man nicht! | Zig et Sharko                            | Frankreich         | Zeichentrickserie |
| 2011–     | Bubble Guppies                                  | Bubble Guppies                           | Vereinigte Staaten | Vorschulzechentrickserie |
| 2011      |                                                 | Mutya                                    | Philippinen        | |
| 2011      | Jake und die Nimmerland Piraten                 | Jake and the Never Land Pirates          | Vereinigte Staaten | Zeichentrickserie basierend auf Peter Pan                                                                                                  |
| 2012–2013 |                                                 | Aryana                                   | Philippinen        | |
| 2013–2016 | Mako – Einfach Meerjungfrau                     | Mako: Island of Secrets                  | Australien         | Spin-off zu H2O – Plötzlich Meerjungfrau                                                                                                   |
| 2014      |                                                 | Dyesebel                                 | Philippinen        | |
| 2014      |                                                 | Kambal Sirena                            | Philippinen        | |
| 2014      | Surplus Princess                                | Surplus Princess                         | Korea              | |
| 2015      | H2O - Abenteuer Meerjungfrau                    | H2O: Mermaid Adventures                  | Vereinigte Staaten | Zeichentrickserie basierend auf H2O – Plötzlich Meerjungfrau                                                                               |
| 2016–2017 | Legend of the Blue Sea                          | Pooreun Badaui Junsul                    | Korea              | |
| 2018–     | Mysterious Mermaids                             | Siren                                    | Vereinigte Staaten | |
| 2018      | Tidelands                                       | Tidelands                                | Australien         | |
| 2019–     | Bermuda Triangle: Colorful Pastorale            | Bamyûda toraianguru: Karafuru pasutorâre | Japan              | Animeserie |